# Habronattus cambridgei
Habronattus cambridgei är en spindelart som beskrevs av Bryant 1948. Habronattus cambridgei ingår i släktet Habronattus och familjen hoppspindlar. Inga underarter finns listade i Catalogue of Life.